# Die Braut, die sich nicht traut
Die Braut, die sich nicht traut (Originaltitel: Runaway Bride) ist eine US-amerikanische romantische Filmkomödie aus dem Jahr 1999. Die Regie führte Garry Marshall, die Hauptrollen spielten Julia Roberts und Richard Gere.

## Handlung
Die Eingangssequenz zeigt Maggie Carpenter in einem weißen Brautkleid auf einem galoppierenden Pferd.
Der erfolgreiche New Yorker Kolumnist Homer Eisenhower „Ike“ Graham arbeitet für die Zeitung USA Today. Er ist so bekannt, dass ihn sogar die in der Nähe seines Hauses tätigen Bauarbeiter kennen. Bei den Frauen hat er jedoch den Ruf eines Chauvinisten, und eine ältere Frau schlägt auf der Straße mit einer zusammengerollten Zeitung auf ihn ein.
Graham schreibt einen Artikel über Maggie Carpenter, eine Eisenwarenhändlerin aus der Provinz, die bereits mehrfach vor ihrer Hochzeit kurz vor der Trauung aus der Kirche flüchtete und so die Hochzeiten verhinderte. Die im Artikel dargestellten Sachverhalte sind allerdings übertrieben, denn sie stammen von einem von Maggies ehemaligen Heiratskandidaten, den Graham in einer Bar kennengelernt hat.
Maggie beschwert sich bei der Zeitung und listet zahlreiche sachliche Fehler aus dem Artikel auf. Die Verlegerin der Zeitung, Grahams Ex-Ehefrau Ellie, spricht daraufhin eine fristlose Kündigung  gegen Graham aus. Sein Freund, Ellies gegenwärtiger Ehemann Fisher, bietet ihm allerdings die Chance zur Rückkehr, wenn er ernsthaft die Hintergründe der geplatzten Hochzeiten recherchiert und einen Bericht darüber verfasst.
Maggie will nunmehr den Sportlehrer Bob Kelly heiraten, der sie auf eine Hochzeitsreise auf den Annapurna mitnehmen will. Als Graham sie auf der Suche zu einem Interview in einem Friseursalon bei der Reparatur eines Stuhls findet, mustert sie ihn interessiert, erkennt ihn und verspricht ihm ein Interview, wenn er sich die Haare waschen lasse. Rachelüstig färbt sie ihm die Haare bunt. Ärgerlich wird sie, als sie feststellt, dass Graham die Menschen aus ihrem persönlichen Umfeld besucht. Maggie trifft ihn sogar in ihrem Elternhaus an, wo er sich bereits mit Bob und mit ihrem Vater Walter angefreundet hat. Von Walter bekommt er eine Videokassette, auf der die drei abgebrochenen Hochzeiten zu sehen sind.
Graham besucht ebenfalls ihre früheren Verlobten, kurz bevor Maggie die Männer warnen kann. Sie wundert sich, dass Graham jeden der Männer fragt, wie Maggie ihre Frühstückseier mag. Sie meint, daran könne man sich nicht erinnern, doch die einstigen Verlobten erinnern sich ganz genau daran. Alle Männer sagen aus, Maggie habe die Frühstückseier so am liebsten gehabt, wie sie (die Männer) selbst. Allerdings bevorzugte jeder Mann eine andere Zubereitungsart. Zudem erweist sich ein Tattoo auf Maggies Rücken, das sie einem der Verlobten zuliebe anbringen ließ, nur als ein Aufkleber.
Während eines Spiels feuern Maggie und Peggy Flemming die Mannschaft ihrer Stadt an, der Peggys Ehemann Cory angehört. Graham kommt dazu, und Maggie fragt ihre Freundin, ob er Lippenbewegungen lesen könne. Sie giftet gegen den Journalisten. Maggie springt später auf, läuft auf die Spielfläche und führt gemeinsam mit Cory einen Freudentanz auf. Peggy vertraut Graham an, dass Maggie und Cory in der High School ein Paar gewesen seien. Dann verlässt sie das Stadion. Die zurückgekehrte Maggie beschuldigt Graham, Peggy beleidigt zu haben. Sie ist konsterniert, als sie erfährt, selbst die eigene Freundin in die Flucht getrieben zu haben, fängt an über sich nachzudenken und entschuldigt sich bei Peggy.
Etwas später bricht Maggie in Grahams Zimmer im Hotel ein und stiehlt neben Aufzeichnungen über sie auch eine Kassette mit seiner Lieblingsmusik (Miles Davis). Dabei wird sie von Graham ertappt und flieht durch das Fenster. Ein Nachbar fragt, ob die Frau eine Schwester habe, worauf Graham ihm zuruft, er solle eine Woche warten, bis das Original wieder lieferbar sei.
Am nächsten Tag kommt Maggie ins Hotel, weckt Graham und bietet ihm eine Kooperation gegen Bezahlung von ausgehandelten 650 US-Dollar an. In der Folge lernt er das Umfeld und das Wesen von Maggie kennen und verstehen. So fragt er Maggie, wie und wo Kelly ihr den Heiratsantrag machte. Maggie bestätigt, wie Graham vermutet, dass der Heiratsantrag während eines Spiels auf der Anzeigetafel zu lesen war. Graham gibt ihr eine Lektion für einen romantischen Text eines Heiratsantrages: Ich garantiere dir, dass es Zeiten geben wird, in den einer von uns oder beide aus der Sache aussteigen will. Ich garantiere dir aber auch, wenn ich dich jetzt nicht frage, bereue ich es für den Rest meines Lebens. Denn tief in meinem Herzen weiß ich, du bist die einzige für mich. Maggie zeigt sich davon beeindruckt, fügt auch hinzu, dass ihr diese Worte auf der Anzeigetafel besser gefallen hätten.
Maggies schon etwas senile Großmutter erzählt Graham von ihrer Annahme, dass Maggie sich vor der „einäugigen Schlange“ fürchte und deshalb die Hochzeiten platzen lasse. Maggie berichtigt ihre Großmutter, dass sie diese Schlange bereits gut kenne. Sie schenkt Graham eine alte, wertvolle Schallplatte seines Lieblingsmusikers. Von dem Geld für die Kooperation will sie sich ein teures Brautkleid kaufen und lädt Graham zum Mitgehen ein. Als die Ladenbesitzerin Maggie eindringlich zu einem billigen Kleid drängt, mischt sich Ike ein und zwingt die Verkäuferin Maggie das gewünschte Kleid zu verkaufen. Maggie registriert dabei, dass Ike nicht verbergen kann, wie sehr sie in dem Kleid auf ihn wirkt.
Als Maggie in einer Bar ihren betrunkenen Vater abholen will, erscheint dort auch Graham. Er versichert ihr, dass er nichts über Walters Alkoholproblem schreiben werde. Graham und Maggie lassen Walter in seinem Auto ausschlafen und unternehmen unterdessen eine Spazierfahrt, bei der  Maggie unbewusst eine Sympathie für Ike offenlegt. Bei einem Besuch in Maggies Haus entdeckt Graham eine Metallplastik, von der sie viele aus Industrieabfällen anfertigt. Er versucht, sie zu überzeugen, ihre Plastiken zu verkaufen, während sie aber zögert.
Vor der Hochzeit findet eine Party statt, bei der sich Maggies Bekannte und Verwandte und auch ihr Vater mit Trinksprüchen über sie und ihre abgebrochenen Hochzeiten lustig machen, was Maggie mit gequältem Gesicht über sich ergehen lässt. Graham mischt sich mit heftigen Vorhaltungen an die Anwesenden ein und sagt, was er über diese Demütigungen denke. Maggie rennt aus dem Gebäude und Graham folgt ihr. Kelly ist währenddessen mit einer Diskussion über Sport beschäftigt und merkt nichts von alledem. Maggie macht Graham Vorwürfe, mit den örtlichen Riten nicht vertraut zu sein. Graham, der Maggies Psyche bereits durchschaut hat, fordert sie auf, sie selbst zu sein und kritisiert u. a. die geplante Hochzeitsreise zum Annapurna durch Schilderung einer romantischen Alternative am Strand. Das wirkt sichtlich, aber Maggie kritisiert im Gegenzug, Graham habe in seinen Artikeln nie über sich selbst, sondern immer nur über andere geschrieben, habe ebenso wenig Selbstbewusstsein und sei ebenso verloren wie sie. Bevor sich das Gespräch weiterentwickeln kann, kommen Kelly und seine Freunde dazu, weil Maggie in der bestehenden Diskussion über Sport schlichtend eingreifen soll.
Maggie besteht auf eine weitere Probe der Hochzeitsfeier in der Kirche, um ihre Psyche besser auf den Gang zum Altar vorzubereiten. Auf ausdrücklichen Wunsch der offensichtlich angeheiterten Maggie ist Graham als „Reporter“ dabei. Er übernimmt auch zuerst die Rolle des Priesters, muss aber in die Rolle des Bräutigams wechseln, als Kelly die Regie übernimmt, den Priester spielt und auch den Text zum Kuss der Braut spricht. Der Kuss ist plötzlich nicht mehr gespielt, sondern wird echt und leidenschaftlich. Kelly bemerkt die Gefühle, die Graham und Maggie zueinander entwickelt haben. Er versetzt Graham einen Faustschlag und stürmt aus der Kirche. Maggie und Graham beschließen, den Hochzeitstermin nicht verfallen zu lassen und an diesem Termin einander zu heiraten. Auch Grahams Freunde Ellie und Fisher werden eingeladen. Fisher bekommt Lachkrämpfe, als er von der Hochzeit hört. Ellie betont, sie werde bestimmt pünktlich erscheinen, da sie ja auch auf seiner ersten Hochzeit pünktlich war.
Die Hochzeit wird zum Medienereignis. Auf dem Weg zur Kirche wird Graham ein weiteres Mal von einer älteren Frau mit einer zusammengerollten Zeitung geschlagen. Fisher ist sein Trauzeuge. Der nicht nachtragende Bob Kelly rät Graham, ständig Augenkontakt mit der Braut zu halten. Etwas später flirtet Kelly mit der aus New York gekommenen Elaine. Maggie erscheint in der Kirche und geht auf den Altar zu. Da macht sie zunächst eine Bewegung, als ob sie auch diesmal flüchten wolle, was sich aber als Scherz erweist. Als sie am Altar angelangt ist, macht ein Freund der Familie ein Foto mit Blitz. Maggie gerät dadurch derart in Panik, dass sie nun doch flüchtet. Sie springt auf den Lastwagen eines Logistikunternehmens und fährt davon. Maggie wird dadurch nicht nur in ihrer Stadt für längere Zeit zum Gespött und Thema in den Medien.
Ike Graham geht frustriert nach New York zurück. Maggie nutzt die Zeit zum Nachdenken über sich selbst und ihre Persönlichkeit. Unter anderem testet sie ihren eigenen Geschmack bei Frühstückseiern und ringt sich auch dazu durch, ihre Plastiken anzubieten, denn im Schaufenster eines Geschäfts in New York sieht Ike zufällig ihre Metallplastiken. Als Ike nach Hause kommt, ist Maggie überraschenderweise bereits in seinem Apartment und bietet ihm eine Aussprache an. Sie erzählt ihm, dass sie bei den früheren Hochzeiten nicht gewusst habe, wer sie eigentlich gewesen sei. Inzwischen wisse sie, dass Ike der erste Mann ist, der sie versteht. Graham erwidert trocken, dass er trotzdem einem Lastwagen habe hinterherrennen müssen. Maggie antwortet, dass sie jetzt wisse, wie sie ihre Frühstückseier mag und wie sie sich ihre Hochzeit vorstelle. Sie schenkt Ike symbolisch ihre Laufschuhe. Maggie kniet dann vor Ike nieder und benutzt dieselben Worte, die er einst ihr gegenüber verwendete, um ihr einen richtigen Heiratsantrag zu beschreiben. Sie tanzen zu der schon bekannten Lieblingsmusik von Ike. Eingeblendet sieht man Maggie und Graham auf einer hügeligen Wiese. Sie heiraten allein vor dem Priester, die Hochzeitsgäste tauchen dann erst hinter einem Hügel auf und kommen näher. Sie besteigen zwei Pferde und reiten davon.

## Kritiken

### Kritiken
James Berardinelli schrieb auf ReelViews, die Handlung erinnere eher an den Film Der Rosenkrieg als an eine Fortsetzung von Pretty Woman. Er hielt es für unglaubwürdig, dass Carpenter und Graham nach all den gegenseitigen Gemeinheiten und Verletzungen noch in der Lage wären, eine Beziehung aufzubauen. Die letzten 15 Minuten des Films fand er „irritierend“. Berardinelli bezeichnete den Film als „uninspiriert“, lobte aber den Charme von Julia Roberts.
Roger Ebert verglich den Film in der Chicago Sun-Times vom 30. Juli 1999 mit der Komödie Pretty Woman, die er für ein Meisterwerk hält. Diesen Film fand er hingegen ärgerlich; er empfand es als schmerzhaft, sich Julia Roberts und Richard Gere in einer derart „dümmlichen“ („dumb“) Geschichte anschauen zu müssen, nachdem er die beiden schon in vielen intelligenteren Rollen gesehen hatte. Er wunderte sich außerdem darüber, dass die Zeitung USA Today die Angaben über ihre Zeitung vor der Veröffentlichung nicht verifizieren sollte, was keine gängige Vorgehensweise ist. Die Heimatstadt von Maggie Carpenter verglich er mit Pleasantville, den Charakter von Bob Kelly mit den von Polizisten in den Kriminalfilmen, die kurz vor der Pensionierung stehen. Darüber hinaus hätten die Szenen mit Hector Elizondo und Rita Wilson keinerlei Bedeutung für die Dramaturgie des Films.
Kenneth Turan schrieb in Los Angeles Times vom 30. Juli 1999, Richard Gere wirke in der Rolle eines Kolumnisten unglaubwürdig. Die Art und Weise, wie Graham sich in Carpenters Heimatstadt aufführt, verglich er mit dem Verhalten eines Stalkers. Turan fand  Julia Roberts grundsätzlich glaubwürdiger in ihrer Rolle als Filmstar in der Komödie Notting Hill als in dieser als einfache, bodenständige Frau. Die Darstellung von Joan Cusack bezeichnete er dagegen als „köstlich wie immer“ („delightful as always“).
Kirk Honeycutt lobte im Hollywood Reporter die „Chemie“ zwischen den Hauptdarstellern, kritisierte das Drehbuch aber als „zu kalkuliert“.

### Deutschsprachige Kritiken
TV Today 20/1999 verglich den Film mit Pretty Woman und Notting Hill, die im Vergleich zu diesem „allzu kalkulierten“ Film mehr „Magie“ beziehungsweise einen „skurrilen Charme“ aufweisen würden.
TV Movie 20/1999 bezeichnete die Handlung als „temporeich“, aber „an den Haaren herbeigezogen“, und lobte die Darstellungen von Julia Roberts und  Richard Gere.
Der Spiegel 39/1999 bezeichnete die Gags der Komödie als „gequält“.
TV Spielfilm 20/1999 bezeichnete den Film als „liebenswert“ und „herzerwärmend“.

„Konventionelle romantische Komödie, die sich weniger auf die eigene Originalität als auf die unschlagbare Attraktivität ihrer Stars Julia Roberts und Richard Gere verlässt. Trotz aller Bemühungen entstand freilich keine Neuauflage des kecken Humors von ‚Pretty Woman‘, der ganz offensichtlich als Vorbild diente.“

## Auszeichnungen
Julia Roberts wurde im Jahr 2000 für den Blockbuster Entertainment Award, den Kids' Choice Award, den MTV Movie Award und den ungarischen Csapnivaló Award nominiert. Richard Gere wurde 2000 für den Blockbuster Entertainment Award nominiert. Joan Cusack gewann 2000 den Blockbuster Entertainment Award und den American Comedy Award; sie wurde ebenfalls im Jahr 2000 für den Chlotrudis Award nominiert. Hector Elizondo wurde im Jahr 2000 für den American Latino Media Arts Award nominiert.
James Newton Howard gewann im Jahr 2000 den American Society of Composers, Authors and Publishers Film and Television Music Award. Den gleichen Preis gewannen im Jahr 2001 Marc Anthony und Mark Rooney für den Song You Sang To Me, Marc Anthony wurde außerdem für diesen Song im Jahr 2001 für den Blockbuster Entertainment Award nominiert.
Der Film gewann die Goldene Leinwand und den Bogey Award. Stuart Dryburgh wurde 2000 für die Kameraarbeit für den Csapnivaló Award nominiert.
Die Deutsche Film- und Medienbewertung FBW in Wiesbaden verlieh dem Film das Prädikat „besonders wertvoll“.

## Hintergründe und Sonstiges

### Entstehungsgeschichte
Julia Roberts, Richard Gere und Garry Marshall dachten seit dem Erfolg des Films Pretty Woman an eine Fortsetzung. Es wurde sogar ein Drehbuch von Pretty Woman 2 geschrieben, das jedoch  vor allem bei Julia Roberts auf Ablehnung stieß. Sie fürchtete, dass eine Fortsetzung der sehr erfolgreichen Komödie die Zuschauer zwangsläufig enttäuschen müsse.
Während ihres Aufenthalts in London erhielt Roberts von Gere ein Drehbuch, das Josann McGibbon und Sara Parriott verfasst hatten. Dies beruhte zum Teil auf dem gleichnamigen Film The Runaway Bride aus dem Jahr 1930 mit Mary Astor in der Hauptrolle und gefiel auch Roberts.
Die Produktionskosten betrugen ca. 70 Millionen US-Dollar, davon entfielen ca. 17 Millionen USD auf die Gage von Julia Roberts. Die Dreharbeiten fanden im Herbst 1998 u. a. in Berlin (Maryland) statt.
Roberts berichtete später in einem Interview, sie habe mehr Mut gehabt, eigene Verbesserungsvorschläge einzubringen, als es dies noch bei den Dreharbeiten zum Film Pretty Woman der Fall gewesen war. So habe sie in ihre Darstellung der Maggie Carpenter ihre eigene natürliche „Unbeholfenheit“ einbringen können.
Garry Marshall berichtete, dass Julia Roberts ihre frühere Furcht vor Fans und Reportern überwunden habe. Er erzählte, ihre Begegnungen mit ihren Fans würden bei diesen Menschen einen starken Eindruck hinterlassen. Während er selbst und Richard Gere kumpelhaft angesprochen würden, bringe die Erscheinung von Roberts viele Menschen zum Weinen. Diese Wirkung verglich er mit den Begegnungen mit Prinzessin Diana. Er bemerkte, dass die „Chemie“ zwischen Roberts und Gere stimme. Roberts brauchte für ihre Rolle, in der sie Sportarten wie Kickboxen betrieb, eine sehr gute körperliche Kondition.
Der Film wurde in den USA am 25. Juli 1999 veröffentlicht.

### Bedeutung
Der Film brach mit 35 Millionen US-Dollar den damaligen Rekord des Einspielergebnisses am ersten Wochenende der Veröffentlichung eines Films. Insgesamt wurden in den Kinos der USA ca. 152 Millionen US-Dollar eingespielt, was das Ergebnis der Komödie Notting Hill um ca. 30 % überstieg.

### Sonstiges
James Spada wies in seinem Buch Julia Roberts. Die Biografie. auf einige Parallelen der Filmhandlung mit dem Leben von Julia Roberts hin. Eine der geplatzten Hochzeiten soll jener von Roberts und Kiefer Sutherland ähnlich gewesen sein, die aufwändig geplant und kurz vor dem Termin abgesagt wurde. Auch die Hochzeit von Roberts mit Lyle Lovett hatte für Spada Anklänge an diese Geschichte.
Roberts stritt in Interviews jegliche Ähnlichkeiten von Maggie Carpenter mit ihrem eigenen Leben ab, ebenso wie Parallelen zu Anna Scott im Film Notting Hill. Im Zusammenhang mit Carpenters Fähigkeit, aus den eigenen Fehlern zu lernen, forderte sie jedoch auch für sich das Recht, Fehler machen zu können, ohne dafür kritisiert zu werden.